# 864-es tervszámú felderítő hajó
A 864-es tervszámú hajó (más néven Merigyian osztály, NATO-kódja: Vishnya-class) szovjet rádioelekronikai felderítő hajótípus. A szovjet-orosz terminológia szerint a nagy felderítő hajó (BRK – Bolsoj razvedivatyelnij korabl) kategóriába tartoznak. Hét egységet építettek Gdańskban az 1980-as évek második felében.

## Története
A hajót rádioelektronikai felderítésre fejlesztették ki az 1980-as évek elején épített 1826-os típus utódaként. Fő feladata a rádioelektronikai tevékenység és kommunikációs csatornák megfigyelése, adatok gyűjtése. Ennek megfelelően számos érzékelővel és antennával szerelték fel.
A hajókat a gdański Északi Hajógyár építette. Első egységét, az SZSZV–520 Merigyiant (később SZSZV–520 Fjodor Golovin) 1985-ben bocsátották vízre. 1988-ig összesen hét egység épült. A hajókból a Szovjet Haditengerészet mindegyik flottája kapott egy-két egységet. Mindegyik hajó az SZSZV jelölést (SZSZV – Szudno szvjazi, magyarul: távközlési hajó) és egy hadrendi számot viselt.
A 2000-es évek elejétől a hajókat modernizálták és új rádioelektronikai berendezéseket építettek be. Ekkor a hajók egy része új nevet is kapott. A hajók napjainkban is szolgálatban állnak az Orosz Haditengerészetnél.

## Jellemzői
Elektronikai eszközeit a rádiójelek vételére szolgáló antennák, adatrögzítő berendezések és rádió iránymérők alkotják. Felderítő rádiólokátorral és szonárral is felszerelték.
A hajó meghajtásáról két darab, egyenként 1618 kW (2200 LE) maximális teljesítményű, lengyel gyártmányú Zgoda-Sulzer 12 AV 25/30 dízelmotor gondoskodik. Mindkét motor egy-egy hajócsavart forgat. Legnagyobb elérhető sebessége 16 csomó (30 km/h). A hajó egy feltöltéssel 45 napos autonóm üzemre képes.
Csak önvédelmi fegyverzettel rendelkezik. A hajó mellső részén elhelyezett 2 db, 30 mm-es, hatos forgó csőkötegű (Gatling-rendszerű) gépágyút tartalmazó AK–630M csöves tüzérségi rendszer a közelkörzeti védelmet biztosítja. A hajó emellett Igla (egyes források szerint Sztrela–2) kis hatómagasságú légvédelmi rakétákkal is fel van szerelve (2x4 indítócső).

## Egységek
| Hadrendi jelzés | Név                 | Vízrebocsátás | Flotta                | Megjegyzés                                                                                    |
| --------------- | ------------------- | ------------- | --------------------- | --------------------------------------------------------------------------------------------- |
| SZSZV–520       | Fjodor Golovin      | 1985          | Balti Flotta          | 2007-ig SZSZV–520 Merigyian                                                                   |
| SZSZV–535       | Karelija            | 1986          | Csendes-óceáni Flotta |                                                                                               |
| SZSZV–169       | Tavrija             | 1986          | Északi Flotta         |                                                                                               |
| SZSZV–520       | Merigyian           | 1985          | Balti Flotta          |                                                                                               |
| SZSZV–201       | Priazovje           | 1986          | Fekete-tengeri Flotta |                                                                                               |
| SZSZV–208       | Kuril               | 1987          | Csendes-óceáni Flotta |                                                                                               |
| SZSZV–175       | Viktor Leonov       | 1988          | Északi Flotta         | 1995-ig a Fekete-tengeri Flotta állományába tartozott. 2004-ig SZSZV–175 Odograf volt a neve. |
| SZSZV–231       | Vaszilij Tatyiscsev | 1988          | Balti Flotta          | 2000-ben átnevezve, korábban SZSZV–231 Pelengator                                             |